# World War 3
World War 3 era un evento in pay per view di wrestling organizzato dalla World Championship Wrestling. Il nome dell'evento era anche il nome del suo incontro principale, una battle royal combattuta su tre ring in contemporanea con 60 partecipanti, che costituiva la risposta alla Royal Rumble della World Wrestling Federation. L'evento ha avuto luogo ogni novembre dal 1995 al 1998. Come la Royal Rumble, il World War 3 match si teneva all'evento che condivide con esso il nome. I primi due World War 3 si svolsero al Norfolk Scope invece gli ultimi due si svolsero al The Palace of Auburn Hills. Nel 1999 fu sostituito da Mayhem.
Le regole del World War 3 match sono simili alle regole del Royal Rumble match. Ci sono due grandi differenze.  Al contrario della Royal Rumble, World War 3 si svolge come una tradizionale battle royal - questo significa che tutti i sessanta wrestlers coinvolti iniziano il match nello stesso momento. Il match si svolge in tre ring di wrestling separati, questo significa che i sessanta wrestler devono essere divisi in tre parti e venti wrestler iniziano il match in ciascun ring.
Le regole del World War 3 match sono:
- Tutti i sessanta wrestler sono casualmente assegnati a uno specifico ring prima dell'inizio del match.
- L'incontro inizia con tutti i sessanta wrestler, nei tre ring, al suono della campanella.
- Originariamente, per essere eliminati dall'incontro il wrestler doveva aver superato la corda più alta e aver toccato con entrambi i piedi il suolo. Questa regola fu sostituita nel 1998 per permettere l'eliminazione del wrestler che abbia lasciato in qualunque modo il ring, in aggiunta allo schienamento, alla sottomissione e alla squalifica.
- Quando rimangono trenta wrestler, essi si spostano nel ring centrale e l'incontro continua. Questa regola fu sostituita nel 1998, in modo che solo dopo quaranta eliminazioni, i wrestler si spostino nel ring centrale.
- L'ultimo wrestler rimasto nel ring viene dichiarato il vincitore.

Il World War 3 match inaugurale era valevole per WCW World Heavyweight Championship, che era stato revocato a The Giant come risultato del suo incontro con Hulk Hogan a Halloween Havoc nell'ottobre 1995. Negli anni successivi il vincitore dell'incontro diventa il primo contendente al World Heavyweight Championship. Inizialmente il vincitore aveva la possibilità di scegliere in quale pay-per-view avrebbe affrontato il campione, ma questo cambiò per i match del 1997 e del 1998.
A causa di un errore della WCW e della realizzazione degli eventi World War 3 per home video dello stesso anno, ogni show ha la data di pubblicazione di ogni video e non l'anno in cui l'effettivo evento si svolse.

## 1995
World War 3 1995 si svolse il 26 novembre 1995 al Norfolk Scope in Norfolk (Virginia).
- Johnny B. Badd sconfigge Diamond Dallas Page (con the Diamond Doll)  e mantiene il WCW World Television Championship (12:35)
  - Badd schiena Page dopo un slingshot leg drop.
  - Badd vince anche i servizi di the Diamond Doll.
- Big Bubba Rogers sconfigge Jim Duggan in un Taped Fist match (10:08)
  - Rogers vince via KO dopo aver colpito Duggan con una catena.
- Bull Nakano e Akira Hokuto (con Sonny Onoo) sconfiggono Mayumi Ozaki e Cutie Suzuki (9:16)
  - Nakano schiena Ozaki dopo un leg drop dalla terza corda.
- Kensuke Sasaki (con Sonny Onoo) sconfigge Chris Benoit e mantiene il WCW United States Heavyweight Championship (10:00)
  - Sasaki schiena Benoit dopo un Northern Lights Bomb.
- Lex Luger sconfigge Randy Savage (5:28)
  - Luger costringe Savage a cedere con un armbar.
- Sting sconfigge Ric Flair (14:30)
  - Sting costringe Flair a cedere con la Scorpion Deathlock.
- Randy Savage vince il Three Ring, 60 man battle royal e vince il vacante WCW World Heavyweight Championship (29:40)
  - Presenti nel match anche: Scott Armstrong, Steve Armstrong, Arn Anderson, Johnny B. Badd, Marcus Bagwell, Chris Benoit, Big Train Bart, Bunkhouse Buck, Cobra, Disco Inferno, Jim Duggan, Bobby Eaton, Ric Flair, The Giant, Eddy Guerrero, Hulk Hogan, Mr. JL, Chris Kanyon, Brian Knobbs, Kurasawa, Lex Luger, Joey Maggs, Meng, Hugh Morrus, Max Muscle, Scott Norton, One Man Gang, Paul Orndorff, Diamond Dallas Page, Sgt.Buddy Lee Parker, Brian Pillman, Sgt. Craig Pittman, Stevie Ray, Lord Steven Regal, Scotty Riggs, Road Warrior Hawk, Big Bubba Rogers, Jerry Sags, Ricky Santana, Kensuke Sasaki, Shark, Fidel Sierra, Dick Slater, Mark Starr, Sting, Dave Sullivan, The Taskmaster, Super Assassin #1 e #2, Booker T, Squire David Taylor, Bobby Walker, VK Wallstreet, Pez Whatley, Mike Winner, Alex Wright, James Earl Wright, The Yeti, e The Zodiac.
  - Gli ultimi due rimasti furono Savage e Hogan. The Giant trascinò Hogan sotto le corde dopo essere stato eliminato da Hogan. L'arbitro (che era distratto dall'eliminazione di Savage ai danni di One Man Gang) notò Hogan fuori e lo considerò eliminato.

## 1996
World War 3 1996 si svolse il 24 novembre 1996 al Norfolk Scope in Norfolk (Virginia).
- The Ultimate Dragon (con Sonny Onoo) sconfigge Rey Misterio, Jr. e mantiene il J-Crown Championship (13:48)
  - Dragon schiena Misterio dopo una Slingshot Powerbomb.
- Chris Jericho sconfigge Nick Patrick (8:02)
  - Jericho schiena Patrick dopo un superkick.
  - Jericho ha una mano legata dietro la schiena durante questo match.
- The Giant sconfigge Jeff Jarrett (6:05)
  - Giant schiena Jarrett dopo una Showstopper.
- Harlem Heat (Booker T e Stevie Ray) (con Sister Sherri) sconfiggono The Amazing French-Canadians (Jacques Rougeau e Pierre Ouelette) (con Col. Robert Parker) (9:14)
  - Booker schiena Oulette dopo un Harlem Hangover. A seguito di questo risultato, Sherri guadagna un match contro Parker.
- Sister Sherri sconfigge Col. Robert Parker a causa di un countout (1:30)
  - Parker è contato fuori quando corre nel backstage.
- Dean Malenko sconfigge Psychosis e mantiene il WCW Cruiserweight Championship (14:33)
  - Malenko schiena Psychosis con un Sunset Flip.
- The Outsiders (Kevin Nash e Scott Hall) sconfiggono The Faces of Fear (Meng e The Barbarian) (con Jimmy Hart) e The Nasty Boys (Brian Knobbs e Jerry Sags) in un Triangle match e mantengono i WCW World Tag Team Championship (16:08)
  - Nash schiena Knobbs dopo una Jacknife Powerbomb.
- The Giant vince la Three Ring, 60 man battle royal (28:21)
  - Presenti nel match anche: Arn Anderson, Marcus Bagwell, The Barbarian, Chris Benoit, Big Bubba, Jack Boot, Bunkhouse Buck, Ciclope, Disco Inferno, Jim Duggan, Bobby Eaton, Mike Enos, Galaxy, Joe Gomez, Jimmy Del Ray, Johnny Grunge, Juventud Guerrera, Eddy Guerrero, Scott Hall, Prince Iaukea, Ice Train, Mr. JL, Jeff Jarrett, Chris Jericho, Kenny Kaos, Konnan, Lex Luger, Dean Malenko, Steve McMichael, Meng, Rey Misterio, Jr., Hugh Morrus, Kevin Nash, Scott Norton, Pierre Ouelette, Diamond Dallas Page, La Parka, Sgt. Craig Pittman, Jim Powers, Robbie Rage, Stevie Ray, Lord Steven Regal, The Renegade, Scotty Riggs, Roadblock, Jacques Rougeau, Tony Rumble, Mark Starr, Rick Steiner, Ron Studd, The Taskmaster, Syxx, Booker T, Squire David Taylor, Último Dragón, Villaño IV, Michael Wallstreet, Pez Whatley e Alex Wright.
  - Giant elimina per ultimo Luger e vince una title shot al WCW World Heavyweight Championship, che usa a nWo Souled Out nel gennaio 1997.

## 1997
World War 3 1997 si svolse il 23 novembre 1997 al The Palace of Auburn Hills in Auburn Hills, Michigan.
- The Faces of Fear (Meng e The Barbarian) sconfiggono Glacier e Ernest Miller (9:09)
  - Meng schiena Miller con un Tongan Death Grip.
- Saturn sconfigge Disco Inferno e mantiene il WCW World Television Championship (8:19)
  - Saturn costringe Inferno a cedere con una Rings of Saturn.
- Yūji Nagata (con Sonny Onoo) sconfigge Último Dragón (12:45)
  - Nagata schiena Dragon.
  - Se Dragon avesse vinto, avrebbe avuto la possibilità di restare 5 minuti da solo con Onoo.
- The Steiner Brothers sconfiggono The Blue Bloods (Steven Regal e Dave Taylor) e mantengono i WCW World Tag Team Championship (9:45)
  - Rick schiena Regal dopo un Steiner Bulldog.
- Raven (con Lodi, Kidman, Saturn, e Hammer) sconfiggono Scotty Riggs in un "Raven's Rules" No Disqualification match quando Riggs non rispose al conto di dieci (9:43)
  - Raven fece a Riggs tre Evenflow DDT, poi ordinò all'arbitro di contare fuori l'incosciente Riggs.
  - Dopo il match Riggs fu portato duori dal ring dai membri dei The Flock, ciò significò la sua entrata nel gruppo.[1]
- Steve McMichael sconfigge Alex Wright (3:36)
  - McMichael schiena Wright dopo una Mongo Spike.
  - Il match inizialmente doveva essere McMichael contro Bill Goldberg per il possesso del Super Bowl ring di McMichael che Goldberg aveva preso dopo Halloween Havoc, ma McMichael attaccò Goldberg con un tubo di piombo prima del match e prese il possesso del ring.
  - McMichael poi volle sfidare chiunque volesse affrontarlo, e Debra McMichael portò Alex Wright nel ring per accettare la sfida.[1]
- Eddy Guerrero sconfigge Rey Mysterio Jr. e mantiene il WCW Cruiserweight Championship (12:42)
  - Guerrero schiena Misterio dopo una Frog Splash.
- Curt Hennig sconfigge Ric Flair e mantiene il WCW United States Heavyweight Championship (17:57)
  - Hennig schiena Flair dopo averlo colpito con la cintura del titolo degli Stati Uniti.
- Scott Hall vince il Three Ring, 60 man battle royal e conquista un WCW World Heavyweight Championship match (29:48)
  - Il match inizia con cinquantanove wrestler.
  - Gli altri cinquantotto wrestler che iniziano il match sono: Chris Adams, Brad Armstrong, Buff Bagwell, The Barbarian, Chris Benoit, Bobby Blaze, Booker T, Ciclope, Damien, El Dandy, Barry Darsow, Disco Inferno, Jim Duggan, Fit Finlay, Héctor Garza, The Giant, Glacier, Johnny Grunge, Juventud Guerrera, Chavo Guerrero, Jr., Eddy Guerrero, Curt Hennig, Prince Iaukea, Chris Jericho, Lizmark Jr., Lex Luger, Dean Malenko, Steve McMichael, Meng, Ernest Miller, Rey Misterio, Jr., Hugh Morrus, Mortis, Yūji Nagata, John Nord, Diamond Dallas Page, La Parka, Stevie Ray, Lord Steven Regal, The Renegade, Rocco Rock, Randy Savage, Silver King, Norman Smiley, Louie Spicolli, Rick Steiner, Scott Steiner, Super Calo, Squire David Taylor, Ray Traylor, Último Dragón, Greg Valentine, Villaño IV, Villaño V, Vincent, Kendall Windham, Wrath e Alex Wright
  - Dopo che ogni wrestler eccetto Hall, Page e The Giant sono stati eliminati, WCW World Heavyweight Champion Hollywood Hogan rivela se stesso come il sessantesimo partecipante della battle royal; fece questo per vincere il match in modo che nessuno ricevesse una shot al titolo.
  - Hall vince il match dopo che Kevin Nash, vestito da Sting, attaccò Giant con una mazza da baseball e lo eliminò.
  - Come diceva la stipulazione del prematch, Hall avrebbe ricevuto il suo match al titolo a SuperBrawl VIII; ma a causa della serie degli eventi che seguirono World War 3 Hall non ricevette alcuna shot fino a Uncensored nel marzo 1998.

## 1998
World War 3 1998 si svolse il 22 novembre 1998 al The Palace of Auburn Hills in Auburn Hills, Michigan.
- Wrath sconfigge Glacier (8:22)
  - Wrath schiena Glacier dopo un Meltdown.
- Stevie Ray (con Vincent) sconfigge Konnan per squalifica (6:55)
  - Konnan fu squalificato dopo aver colpito l'arbitro Billy Silverman quando Billy Silverman cercò di coprire Konnan sopra Stevie Ray.
- Ernest Miller e Sonny Onoo sconfiggono Perry Saturn e Kaz Hayashi (8:04)
  - Onoo schiena Saturn dopo un Feliner di Miller.
- Billy Kidman sconfigge Juventud Guerrera e mantiene il WCW Cruiserweight Championship (15:27)
  - Kidman schiena Guerrera dopo una Shooting star press.
- Rick Steiner contro Scott Steiner (con Buff Bagwell) finisce in no-contest
  - Il match finisce quando Goldberg entrò in scena e attaccò l'arbitro.
- Kevin Nash vs. Scott Hall (con Vincent, Scott Norton, The Giant, Stevie Ray e Brian Adams) fu cancellato
  - Il match non si svolse dopo che Eric Bischoff entrò in scena e ordinò a Norton, Giant, Vincent, Ray e Adams di attaccare Hall. Nash poi entrò in scena e salvò Hall dal pestaggio.
- Chris Jericho (con Ralphus) sconfigge Bobby Duncum Jr. e mantiene il WCW World Television Championship (13:19)
  - Jericho schiena Duncum dopo averlo colpito con la cintura da campione.
- Kevin Nash vince il Three Ring, 60 man battle royal (22:33)
  - Altri presenti nel match: Chris Adams, Chris Benoit, Bobby Blaze, Ciclope, Damien, El Dandy, Barry Darsow, The Disciple, Disco Inferno, Bobby Duncum Jr., Bobby Eaton, Mike Enos, Scott Hall, Héctor Garza, The Giant, Glacier, Juventud Guerrera, Chavo Guerrero Jr., Eddy Guerrero, Hammer, Kenny Kaos, Kaz Hayashi, Horace Hogan, Barry Horowitz, Prince Iaukea, Chris Jericho, Kanyon, Billy Kidman, Konnan, Lenny Lane, Lex Luger, Lizmark Jr., Lodi, Dean Malenko, Steve McMichael, Ernest Miller, Chip Minton, Rey Mysterio, Scott Norton, La Parka, Sgt. Buddy Lee Parker, Psychosis, Scott Putski, Stevie Ray, The Renegade, Scotty Riggs, Perry Saturn, Silver King, Norman Smiley, Scott Steiner, Super Calo, Johnny Swinger, Booker T, Tokyo Magnum, Villaño V, Vincent, Kendall Windham, Wrath e Alex Wright
  - Nash elimina per ultimi Hall e Luger nello stesso momento e guadagna una shot al WCW World Heavyweight Championship a Starrcade 1998.
  - Sting doveva partecipare alla battle royal ma a causa dell'attacco di Bret Hart durante il loro match a Halloween Havoc, fu sostituito da Horowitz.
- Diamond Dallas Page sconfigge Bret Hart e mantiene il WCW United States Heavyweight Championship (18:31)
  - Page schiena Hart dopo una Diamond Cutter, dopo che Hart pensò di essere stato dichiarato vincitore dall'arbitro del nWo.